# Iittala

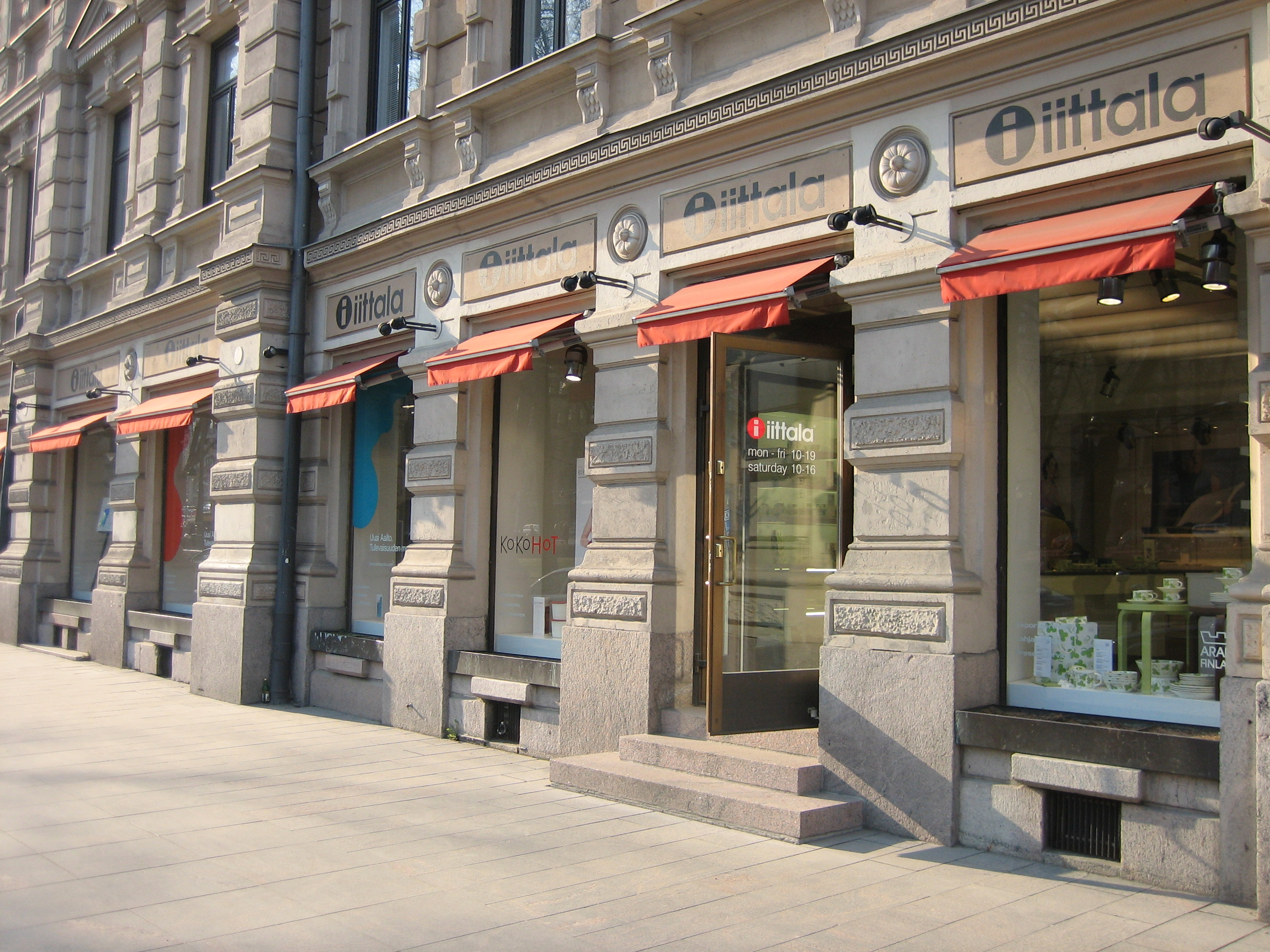
La rue Esplanadi au centre d'Helsinki avec une boutique Iittala

Iittala est une entreprise finlandaise de design spécialisée dans les arts de la table et la fabrication d'objets en verre.
La société commercialise diverses marques comme Arabia, Hackman, Iittala, BodaNova, Höganäs Keramik, Rörstrand et Hoyang-Polaris. En 2007, Iittala Group devient une filiale de Fiskars.

## Production
Depuis sa création, Iittala attache une grande importance au design de ses objets. Les designers avec lesquels Iittala a collaboré sont nombreux : Alvar Aalto, Aino Aalto, Konstantin Grcic, Alfredo Häberli, Harri Koskinen. 
La tradition de design d'Iittala dans la conception de récipients en verre et de verrerie  d'art remontent aux années 1930, comme l'attestent les premières œuvres telles que la série  Aino Aalto, conçue par Aino Aalto en 1932, le vase Savoy d'Alvar Aalto de 1936, les collections Birds by Toikka de 1962 et Kastehelmi de 1964 d'Oiva Toikka, ou Ultima Thule de Tapio Wirkkala de 1968.
Au fil des ans, Iittala est passée du verre à d'autres matériaux comme la céramique et le métal. Les exemples en sont la vaisselle en céramique de Kaj Franck de 1952 et le pot Sarpaneva en fonte de Timo Sarpaneva de 1960.

## Histoire

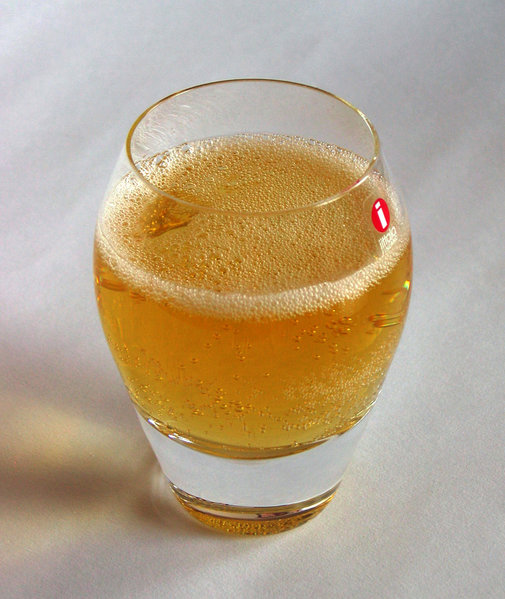
Verre à Hydromel (design Elina Joensuu 1995)

En 1881, la fabrique de verre est fondée à Iittala, petit village à 130 km au nord de Helsinki, par le suédois Peter Magnus Abrahamson. À cette époque, la main d'œuvre est importée de Suède car on ne trouve pas encore de souffleurs de verre en Finlande.
En 1917, la société A. Ahlström, qui possède déjà la fabrique de verre de Karhula achète la fabrique d'Iittala. Il en résulte l'usine de verre Karhula-Iittalan qui existera jusque dans les années 1950.
Au début, l'usine fabrique principalement des flacons pharmaceutiques, des lampes à huile, mais produit déjà une certaine quantité de vaisselle, essentiellement des verres de table.
Dans les années 1920 et 1930, la compagnie se développe, et se tourne vers des produits plus artistiques, expérimentaux, mais aussi domestiques. Un des premiers succès est le Vase Savoy conçu par l'architecte et designer Alvar Aalto.
Pendant la Guerre d'Hiver et la Guerre de Continuation, la production s'interrompt à cause du défaut de matières premières et de main d'œuvre. En 1946, la production recommence, et Iittala connait un succès continu jusqu'à la crise pétrolière de 1976. Il faut alors réduire l'infrastructure et les effectifs, jusque dans les années 1980. De plus, Iittala doit faire face à une forte concurrence étrangère.
En 1987, A. Ahlström vend la fabrique à la compagnie Wärtsilä qui détient la plus importante part de la verrerie de Nuutjärvi à Urjala. Les deux usines fusionnent pour devenir Iittala-Nuutjärvi. Cette dernière est achetée par Hackman en 1990, qui rachète en même temps d'autres fabricants d'objets de table, Arabia et Rörstrand-Gustavsberg. En 2003, la société est renommée en Iittala. En 2004, elle est rachetée par ABN AMRO Capital et fin 2006, elle devint une société anonyme.
Le 9 mars 2007, Iittala décide d'entrer à la bourse de Helsinki. La vente d'action débute le 12 mars mais est annulée le 27 mars 2007.
En juin 2007, Iittala est acheté par Fiskars.

## Chronologie

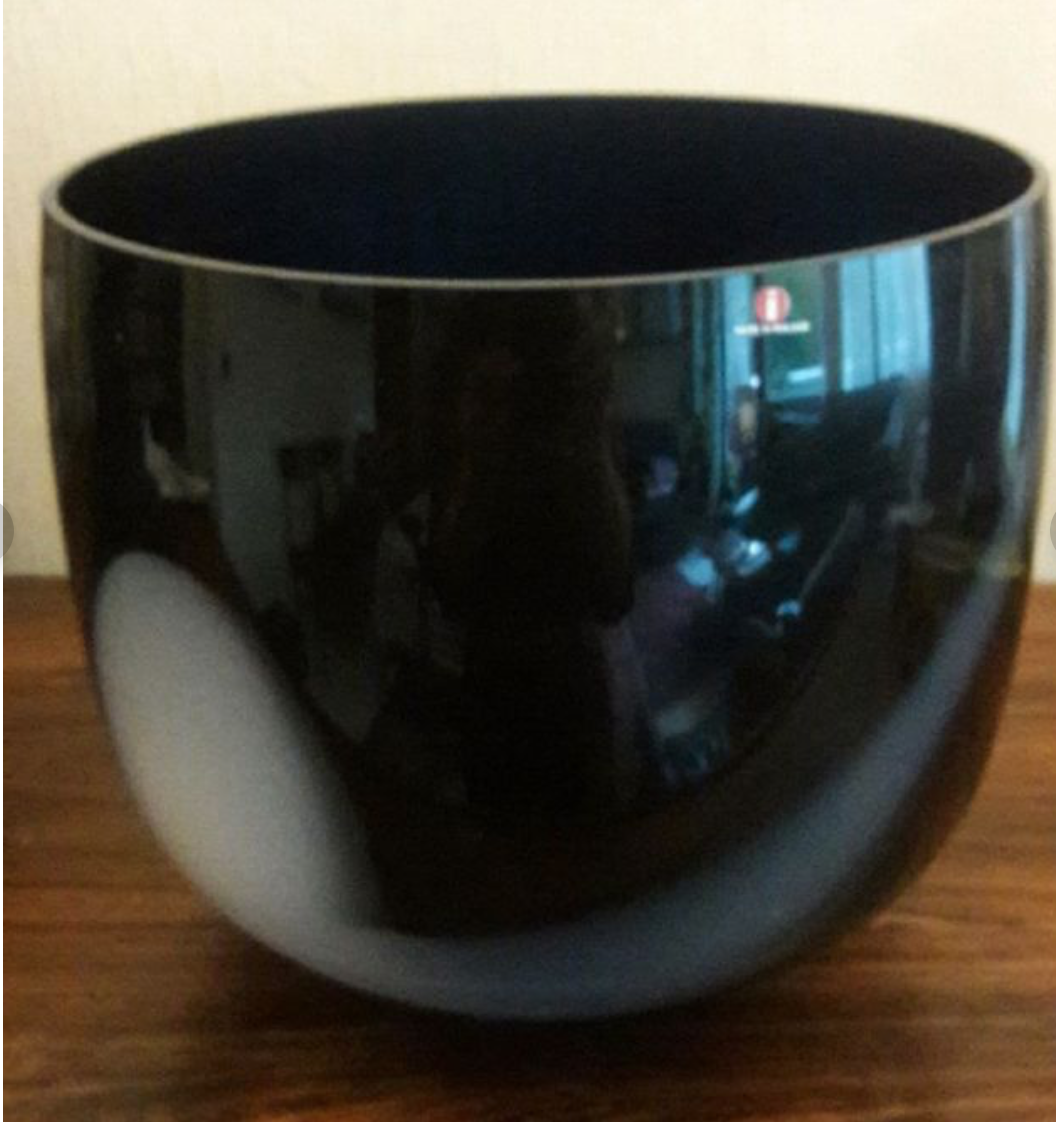
Saladier en cristal noir & blanc

- Saladier en cristal noir & blanc1726 Rörstrand est fondée à Stockholm selon le souhait du roi Frédéric Ier de Suède
- 1790 L'allemand Johan Friedrich Hackman fonde une maison de commerce à Vyborg
- 1793 Le capitaine Jacob Wilhelm De Pont et Harald Furuhjelm fondent la verrerie de Nuutjärvi
- 1873 Rörstrand crée l'usine Arabia à Helsinki
- 1881 La fabrique d'Iittala est créée
- 1909 Höganäs Keramik est fondée
- 1912 Høyang-Polaris est fondée
- 1971 BodaNova est fondée
- 1989 Hackaman achète l'usine norvégienne Høyang-Polaris
- 1990 Hackman achète Iittala-Nuutajärven, Arabia et Rörstrand-Gustavsberg, et devient Hackman Tabletop
- 1994 Hackman Housewares et Hackman Tabletop fusionnent, et deviennent Hackman Designor
- 2003 La compagnie devient Iittala oy ab
- 2004 Iittala est rachetée par ABN AMRO Capital
- 2006 Iittala devient une Société anonyme et se renomme en Iittala Group
- 2007 Fiskars achète Iittala Group

## Designers
- Aino Aalto
- Antonio Citterio
- Björn Dahlström
- Kaj Franck
- Konstantin Grcic
- Alvar Aalto
- Alfredo Häberli
- Annaleena Hakatie
- Göran Hongell
- Harri Koskinen
- Stefan Lindfors
- Kerttu Nurminen
- Heikki Orvola
- Laura Partanen
- Arto Kankkunen
- Arni Aromaa et Sauli Suomela (Pentagon Design)
- Renzo Piano (Piano Design)
- Timo Sarpaneva
- Carina Seth-Andersson
- Nanny Still
- Oiva Toikka
- Tapio Wirkkala
- Eeva Sivula, Ilona Ilottu et Petri Salmela (Dog design)
- Anna Danielsson
- Giorgio Vigna
- Klaus Haapaniemi
- Mårten Claesson, Eero Koivisto et Ola Rune (Claesson Koivisto Rune)
- Camilla Kropp
- Aleksi Peräl
- Ronan et Erwan Bouroullec

## Collaboration
En 2016, Iittala collabore avec Miyake Design Studio. Il s'agit de la toute première collaboration d'Iittala avec une marque. La collection est baptisée Iittala X Issey Miyake et propose une série de céramiques, objets en verre et textiles d'intérieur.

## Divers
Le logo "i" d'Iittala est l'œuvre du designer Timo Sarpaneva.